# Pietro Barucci (architetto)
Pietro Barucci (Roma, 9 novembre 1922 – Roma, 6 maggio 2023) è stato un architetto e urbanista italiano.

## Biografia
Nato a Roma nel 1922, suo nonno paterno era il pittore omonimo Pietro Barucci. Laureatosi nel 1946, dopo essere stato assistente presso la cattedra di composizione architettonica con Arnaldo Foschini e Adalberto Libera, iniziò sul finire degli anni quaranta un'intensa attività professionale in particolare nel campo dell'edilizia residenziale, partecipando a vari concorsi e conseguendo importanti riconoscimenti. Negli anni sessanta e settanta si occupò di piani urbanistici in Tunisia ed Etiopia.
Tra i progetti: il quartiere INA e il complesso residenziale al quartiere La Rosa a Livorno, il piano straordinario per l'edilizia residenziale di Napoli (1982-92) con gli interventi di riqualificazione dei quartieri di San Giovanni e di Barra (premio IN/Arch). Tra le sue opere romane: l'Istituto industriale a Pietralata (1961-70); la sede ENPAM (Ente Previdenza Medici) in via Torino (1962-65); il nucleo direzionale di piazzale Caravaggio (1963-69, in collaborazione); il complesso ISES-IACP di Spinaceto (1965-77, in collaborazione); i quartieri residenziali IACP Laurentino (1971-84) e Torrevecchia (1978-84, in collaborazione); il quartiere residenziale Quartaccio (1978-84, in collaborazione); il complesso residenziale "Il serpentone" a Tor Bella Monaca (1980-81, in collaborazione).
Barucci è morto il 6 maggio 2023, all'età di 100 anni.